# Luchthaventram
De Luchthaventram is een geplande gewestoverschrijdende tramlijn die Brussels Airport in Zaventem zal verbinden met station Brussel-Noord. 4 km nieuw spoor, grotendeels langs de Leopold III-laan (A201) met haar hoofdkwartierenzones in Diegem, zal in opdracht van het Vlaams en Brussels Gewest worden aangelegd. De tramlijn loopt verder in het Brussels Gewest over 8 km bestaand tramspoor. De MIVB zal de tramlijn uitbaten. MIVB wil vooraf al tramlijn 11 invoeren op het bestaande tramtraject Eurocontrol - Brussel Noord. Het deel in Vlaanderen wordt gebundeld aangelegd samen met de parallelle fietssnelweg F201.
In 2023 werd de start van de werken voorzien begin 2026 en de ingebruikname in 2031. De werken zouden 4 jaar duren.

## Geschiedenis
In 2012 werden vier tramlijnen voorgesteld in fase A ("prioritair") van het vervoersplan Brabantnet van de Vlaamse Vervoermaatschappij De Lijn voor de provincie Vlaams-Brabant. Van deze vier prioritaire tramlijnen waren er twee naar de luchthaven, de ene lijn vanaf station Brussel-Noord, de andere van Vilvoorde en Jette.
In februari 2013 ging de Brusselse regering akkoord met het voorstel van De Lijn om vanuit Brussel vier tramlijnen richting Vlaanderen aan te leggen. Wat de luchthaven betreft ging het om twee tramverbindingen: één naar Heist-op-den-Berg en de verbinding van Jette via de Heizel, Vilvoorde, de luchthaven van Zaventem en Kraainem tot Tervuren.
Nog in 2013 werden de MKBA-dossiers gepubliceerd van de vier tramlijnen van fase A, waaronder Brussel - Brussels Airport - Haacht - Heist-op-den-Berg. Van deze lijn werd vooral het eerste deel als sterk positief beoordeeld. De Lijn kondigde aan de drie meest rendabele tracés voor 2020 aan te willen leggen: Brussel-Willebroek, Brussel-Luchthaven en Jette-Vilvoorde-Luchthaven. Deze laatste is vanaf 2020 echter uitgevoerd als buslijn, de Ringtrambus. Het deeltraject Haacht - Heist-op-den-Berg werd officieel geschrapt.
In juni 2021 werd de projectnota voor de aanleg van de luchthaventram goedgekeurd.
In juni 2023 verleende de Brusselse regering de stedenbouwkundige vergunning voor de 400 meter ontbrekende tramlijn; vanaf tramlijn 62 aan de rotonde aan de NAVO tot de gewestgrens.
In september 2023 verleende de Vlaamse Regering de vergunning voor het nieuw aan te leggen gedeelte op haar grondgebied. Toen werd het project ingeschat op 187 miljoen euro, met start van de aanleg in 2026 gedurende zo’n 4 jaar.
Eind 2025 start de 1e fase van de aanleg van de tramverbinding, met de bouw van een tram- en fietsviaduct over de Brusselse Ring in Machelen.

## Bediening
Een studie schatte dat dagelijks 10.000 reizigers de tramlijn zullen gebruiken.

## Beschrijving
De tramlijn heeft normaalspoor om aansluiting te geven op de bestaande Brusselse sporen. Dit in tegenstelling tot het meterspoor op andere tramnetten in Vlaanderen (Antwerpen, Gent en de Kusttram).
De haltes op het nieuwe deel van de lijn binnen de Brusselse Ring worden:
- Hermeslaan (ter hoogte van ExxonMobil)
- Grensstraat (ter hoogte van Hewlett Packard)
- Culliganlaan (ter hoogte van Van der Valk)

De haltes tussen de ring en de luchthaven worden::
- Da Vinci: in de Leonardo Da Vinci-laan (ter hoogte van Samsung)
- Technics (ter hoogte van X-air services)
- Eindhalte Brussels Airport (ter hoogte van de luchthaventerminal)

## Project
Naast de tramlijn zelf, legt de Werkvennootschap van de Vlaamse overheid bij dit project 7 km fietssnelweg aan, 6 km fietspad, 4 fietsbruggen, 1 fietstunnel, een hoppinpunt bij elke tramhalte en voetpaden.

### Fietssnelwegen
Langs het Vlaamse deel van de nieuwe tramlijn wordt parallel fietssnelweg F201 aangelegd. Er komt voor beide een brug over de Brusselse Ring, parallel met de A201, naast het knooppunt Zaventem dat verbouwd wordt tot een single-point urban interchange.
Op de grens van Vlaanderen en Brussel komt over de nieuwe tramlijn en de A201 eveneens een fietsbrug te liggen, die van de fietssnelweg FR0 die een ring vormt rond Brussel.